# El Carrizo, Tamuín
El Carrizo är en ort i Mexiko.   Den ligger i kommunen Tamuín och delstaten San Luis Potosí, i den centrala delen av landet, 260 km norr om huvudstaden Mexico City. El Carrizo ligger 60 meter över havet och antalet invånare är 517.
Terrängen runt El Carrizo är platt. Runt El Carrizo är det ganska glesbefolkat, med 34 invånare per kvadratkilometer. Närmaste större samhälle är Ejido San José Xilatzén, 19,3 km sydväst om El Carrizo. Omgivningarna runt El Carrizo är en mosaik av jordbruksmark och naturlig växtlighet.